# Arquidiócesis de Lublin
La arquidiócesis de Lublin (en latín: Archidioecesis Lublinensis y en polaco: Archidiecezja lubelska) es una circunscripción eclesiástica de la Iglesia católica en Polonia. Se trata de una arquidiócesis latina, sede metropolitana de la provincia eclesiástica de Lublin. Desde el 26 de septiembre de 2011 su arzobispo es Stanisław Budzik.

## Territorio y organización

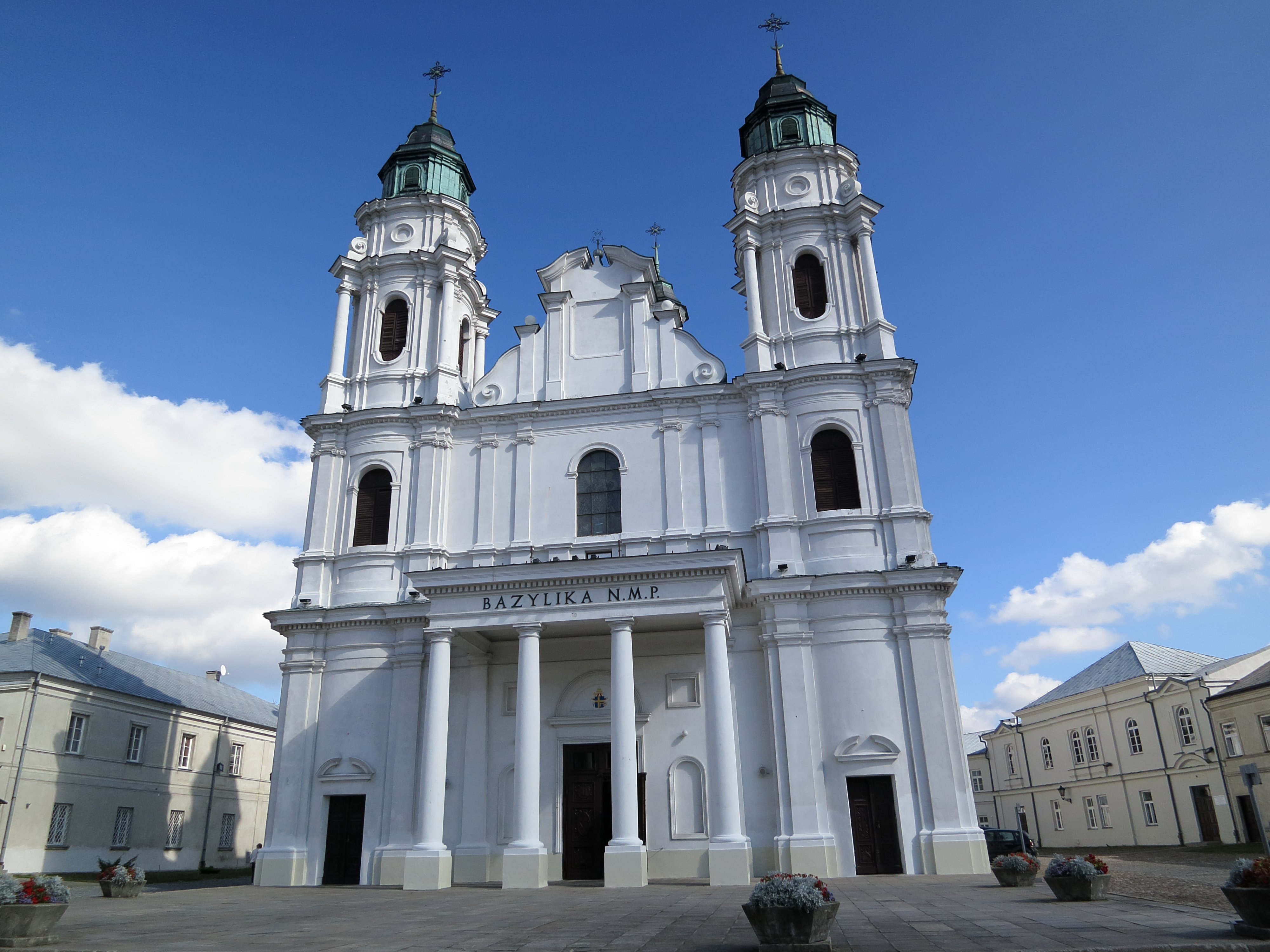
Basílica de la Natividad de la Virgen María, en Chełm, excatedral de la eparquía de Chełm

La arquidiócesis tiene 9108 km² y extiende su jurisdicción sobre los fieles católicos de rito latino residentes en la parte central del voivodato de Lublin.

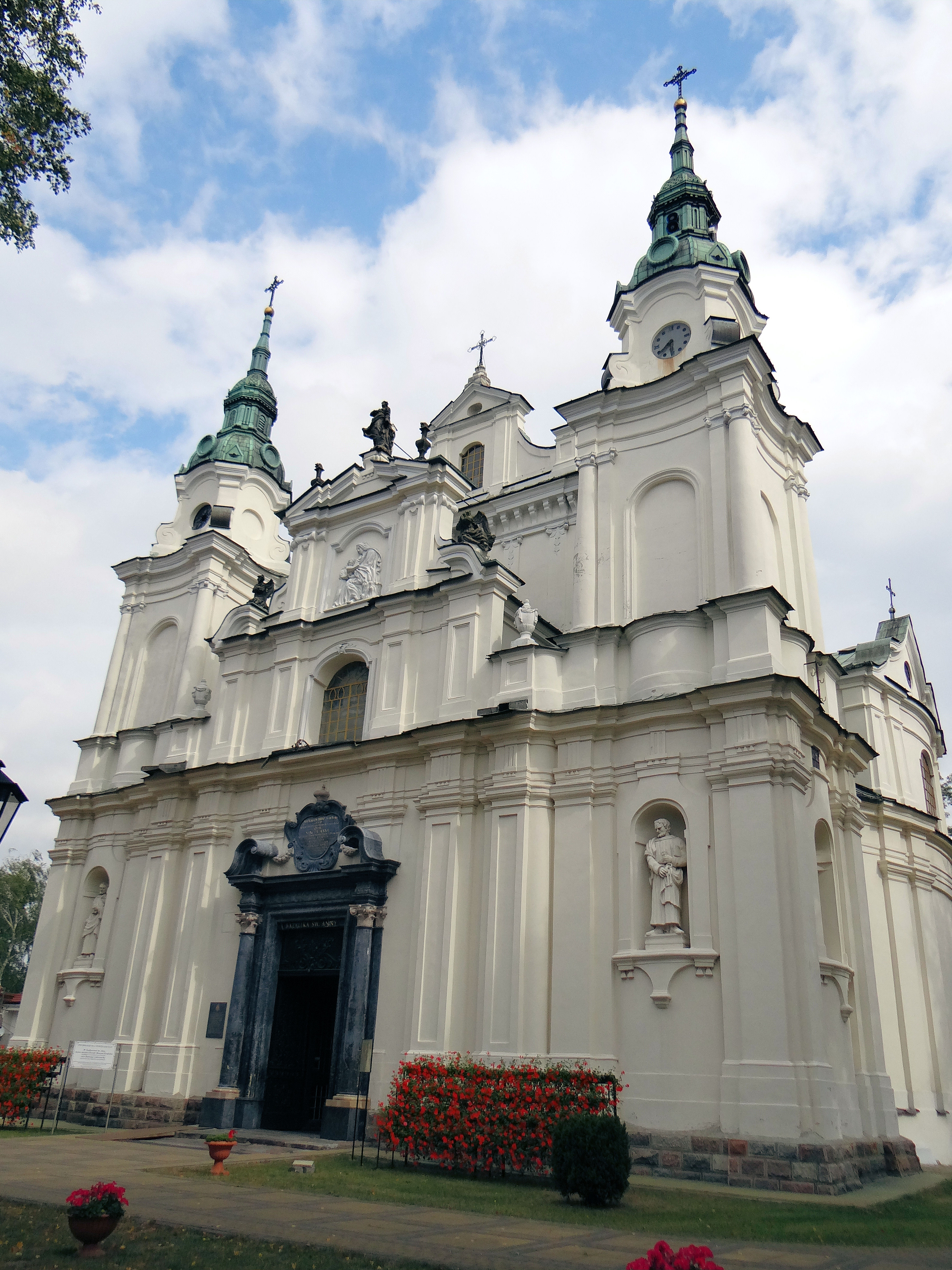
Basílica de Santa Ana, en Lubartów

La sede de la arquidiócesis se encuentra en la ciudad de Lublin, en donde se halla la Catedral de San Juan Bautista y San Juan Evangelista. Existen 4 basílicas menores: la de la Natividad de la Virgen María, en Chełm (excatedral de eparquía de Chełm); la de Santa Ana, en Lubartów; la de San Estanislao, en Lublin; y la San Adalberto de Praga, en Wąwolnica. En Krasnystaw se encuentra la excatedral de San Francisco Javier y en Chełm la excatedral de los Santos Apóstoles, ambas de la diócesis de Chełm.

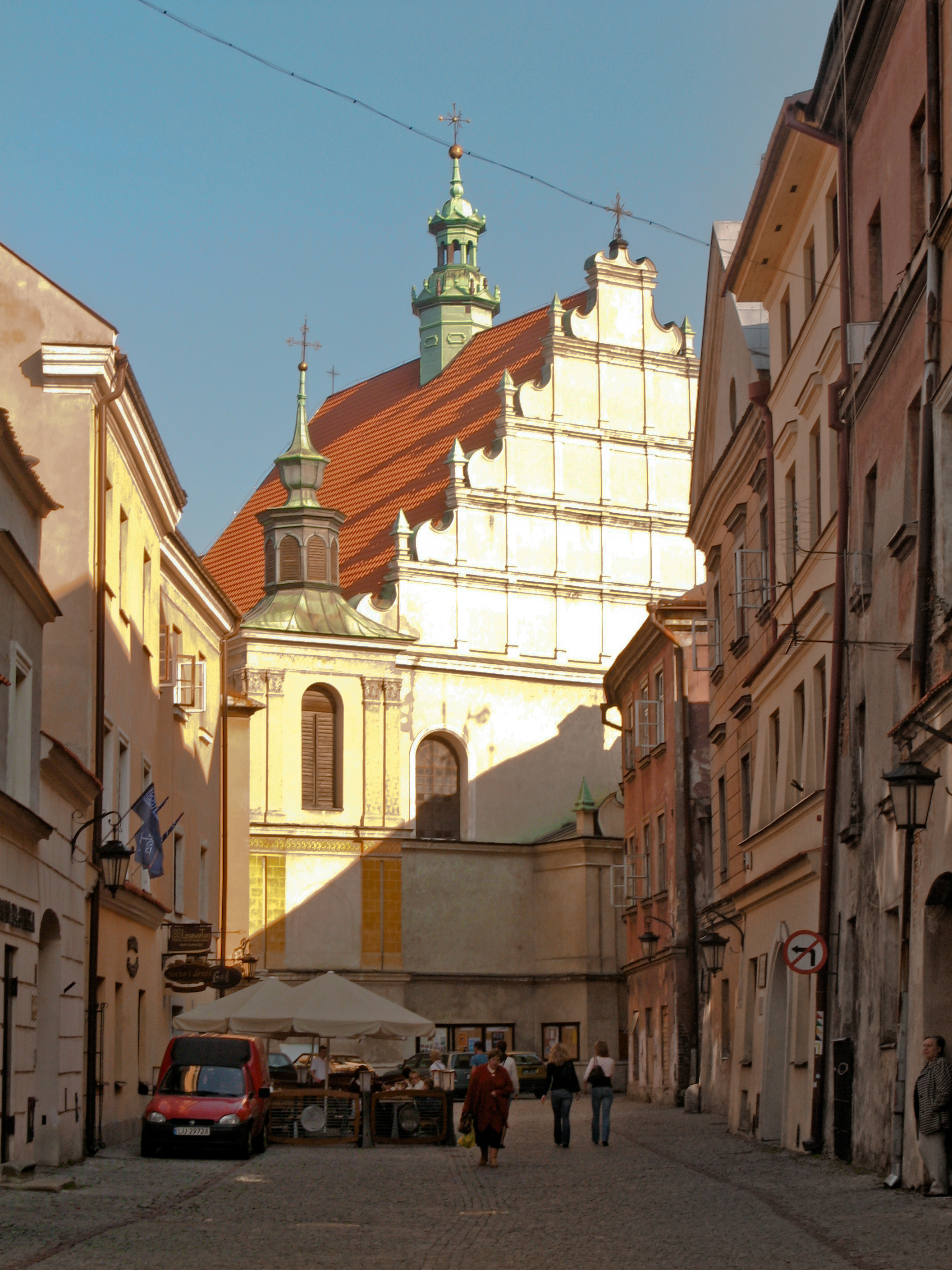
Basílica de San Estanislao, en Lublin

La arquidiócesis tiene como sufragáneas a las diócesis de Sandomierz y Siedlce.

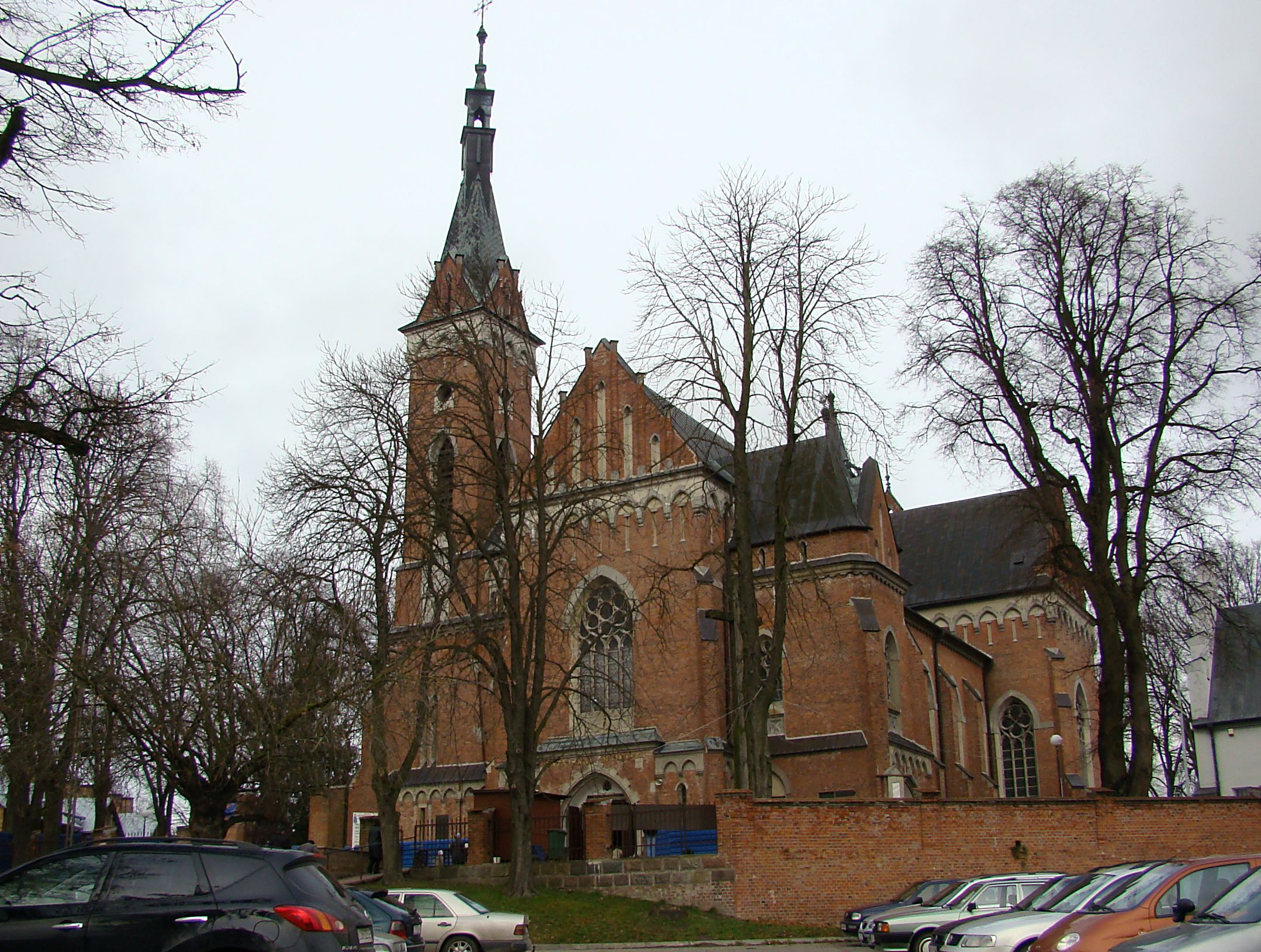
Basílica de San Adalberto de Praga, en Wąwolnica

En 2023 en la arquidiócesis existían 271 parroquias agrupadas en 28 decanatos: bełżycki, bychawski, chełmski – wschodni, chełmski – zachodni, czemiernicki, garbowski, kazimierski, konopnicki, krasnostawski – wschodni, krasnostawski – zachodni, kraśnicki, lubartowski, lubelski – podmiejski, lubelski – południowy, lubelski – północny, lubelski – śródmiejski, lubelski – wschodni, lubelski – zachodni, łęczyński, michowski, opolski, piasecki, puławski, siedliski, świdnicki, turobiński, urzędowski y zakrzowiecki.

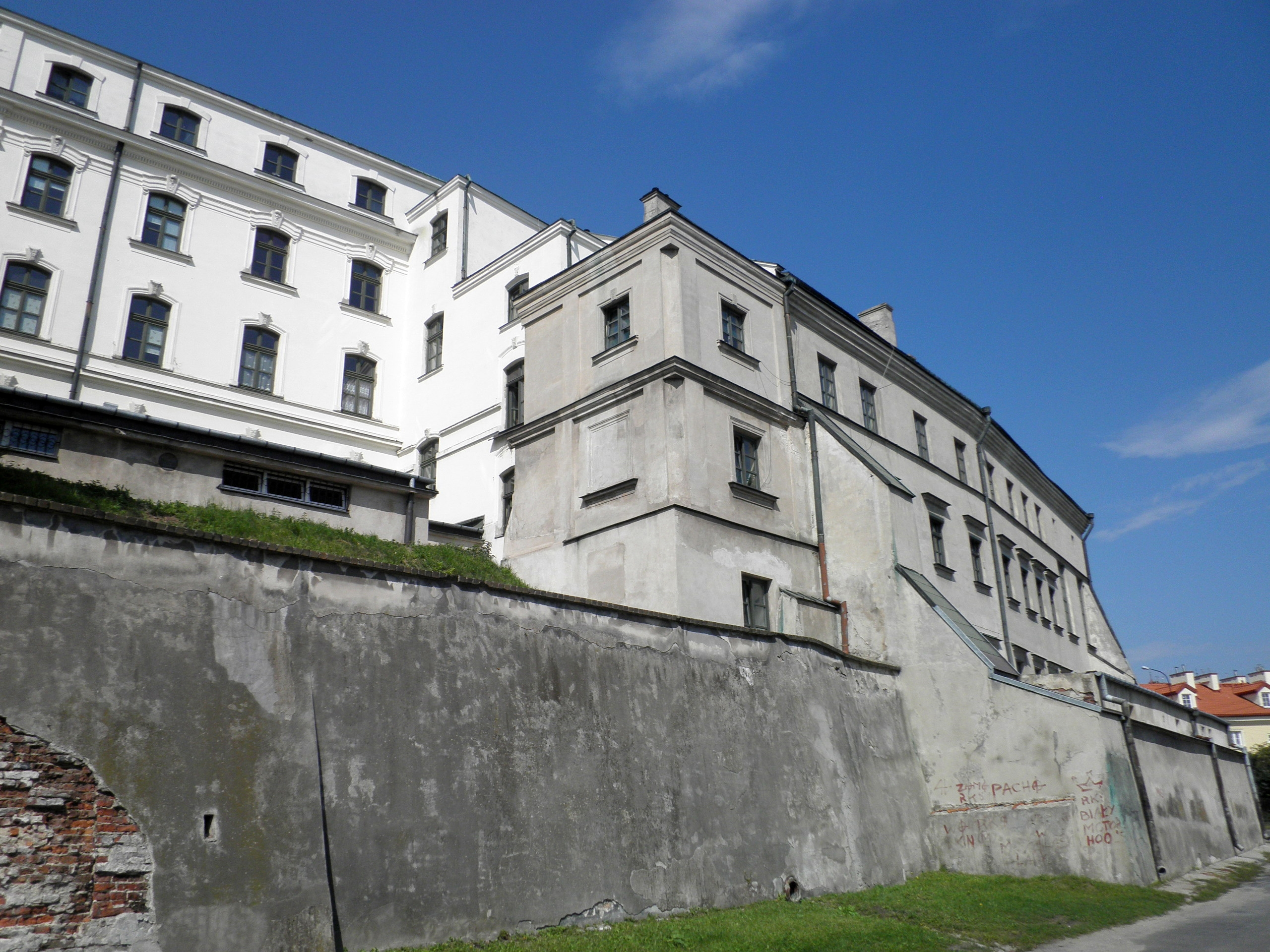
Seminario archiepiscopal de Lublin

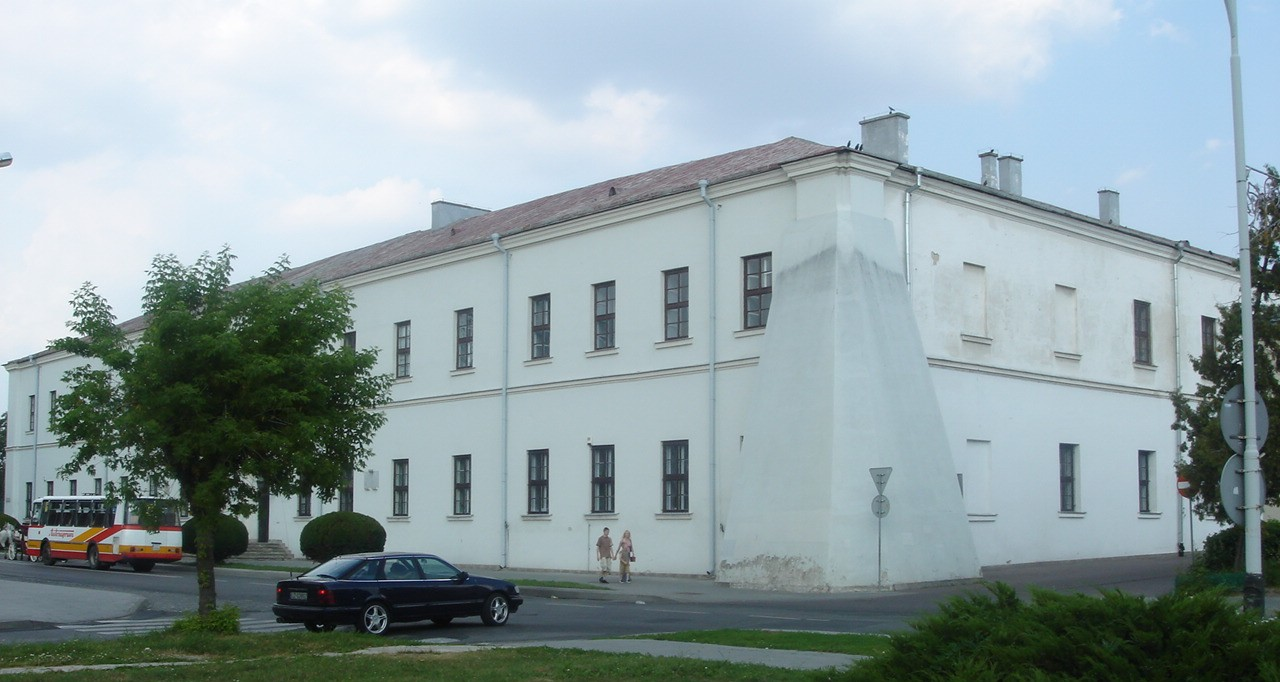
Academia de Zamość, fundada en 1600, que también sirvió como el primer seminario de la diócesis de Chełm

## Historia

### Diócesis de Chełm

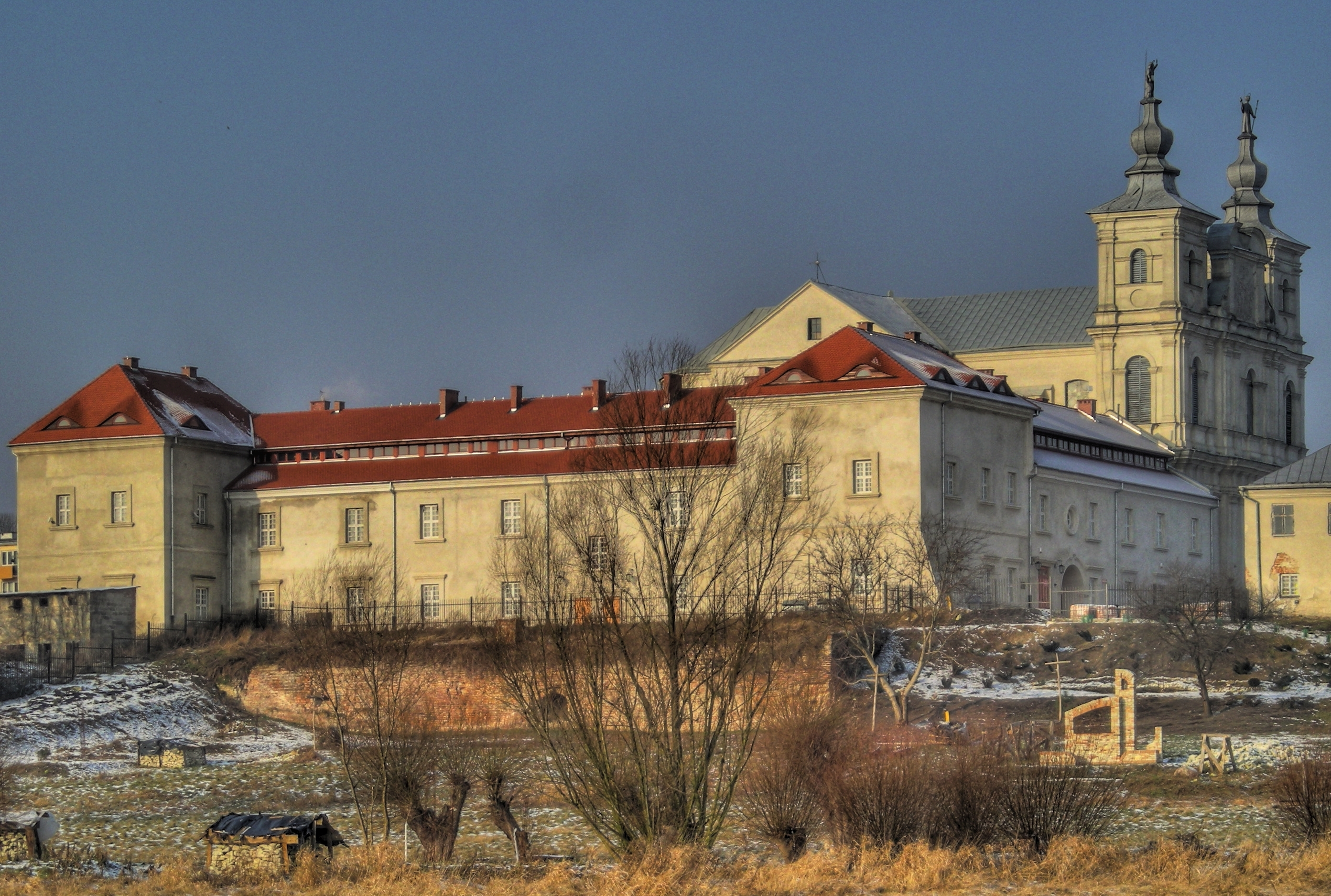
Complejo jesuita de Krasnystaw; la iglesia de San Francisco Javier fue la catedral de la diócesis de Chełm desde 1773 hasta 1805

La diócesis de Chełm fue fundada en el territorio de las llamadas ciudades de Cherven, que fueron objeto de disputas entre la dinastía Rúrikovich reinante en la Rus de Kiev y la monarquía de la primera dinastía Piast en Polonia. En la primera mitad del siglo XIII Chełm se convirtió en la capital del poderoso Principado de Galicia-Volinia, creado por Daniel de Galitzia (quien en 1240 estableció la eparquía ortodoxa de Chełm). En los años 1340-1387 tuvo lugar una lucha por la herencia de este estado entre Polonia, Lituania y Hungría. La zona de las antiguas ciudades de Cherven (la parte del ducado de Vladimir) fue tomada por Casimiro III de Polonia circa 1340.

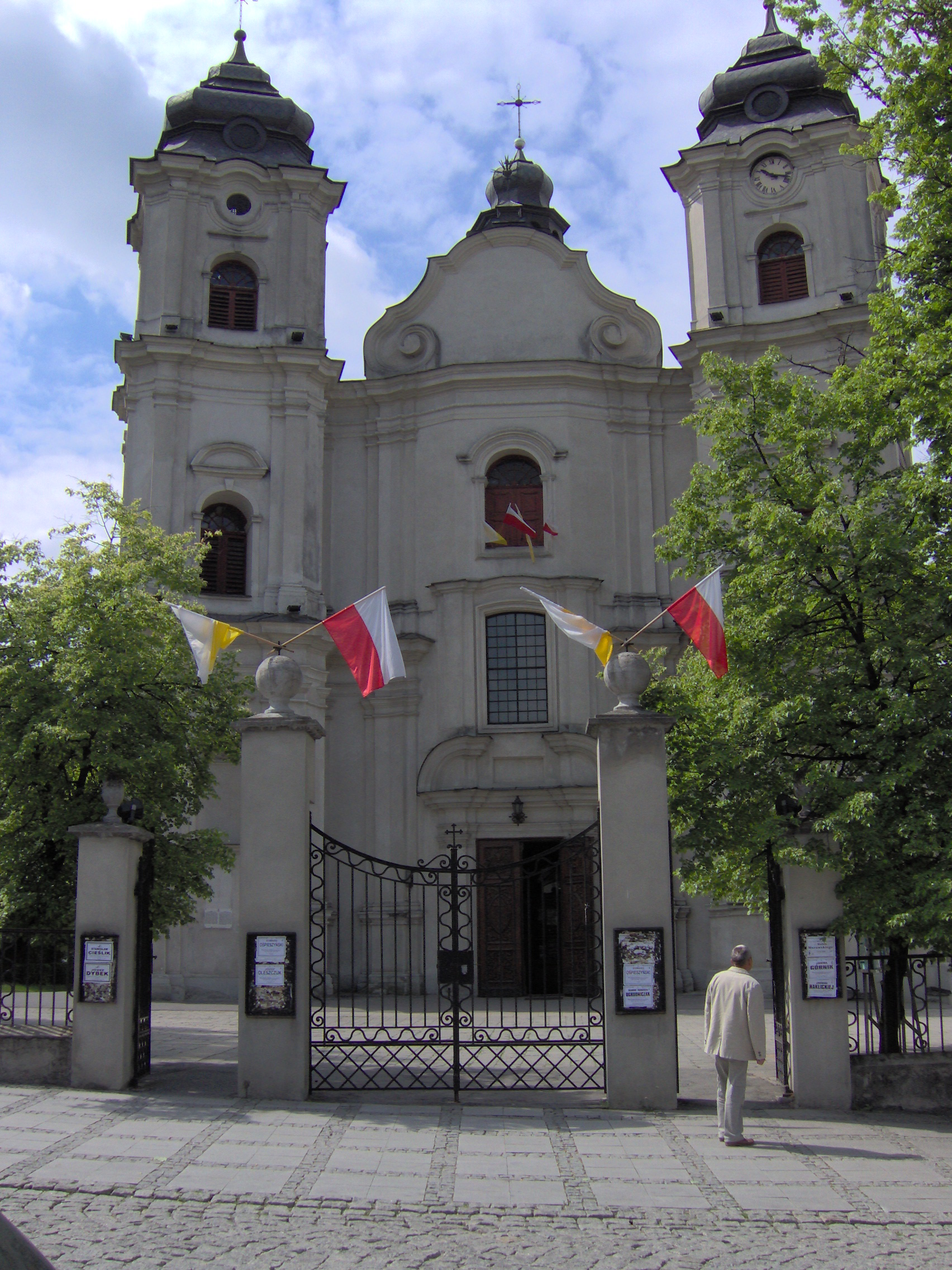
Iglesia de los Santos Apóstoles de Chełm, fue la catedral de la diócesis desde 1664 hasta 1773

Parece que durante el siglo XV los obispos de Chełm no tenían residencia permanente: de hecho estaban en Hrubieszów en 1473 y en Krasnystaw en 1490; en esta ciudad tuvieron su sede episcopal hasta 1664 y luego nuevamente desde 1773 hasta 1805, período en el que la iglesia de San Francisco Javier fue la catedral de la diócesis; de 1664 a 1773 la sede de la diócesis fue la antigua ciudad episcopal de Chełm, donde la iglesia de los Santos Apóstoles sirvió como catedral. En el siglo XVIII, la residencia de los obispos era el castillo de Skierbieszów, del que hoy casi no queda nada.
Tras la primera partición de Polonia (1772), los decanatos del sur de la diócesis pasaron a formar parte del imperio austríaco y se anexaron a la diócesis de Przemyśl (hoy arquidiócesis). Sin embargo, el 8 de agosto de 1790 adquirió grandes porciones de territorio de la diócesis de Cracovia, incluyendo las ciudades de Lublin y Kielce, y al mismo tiempo asumió el nombre de la diócesis de Chełm y Lublin.

### Traslado a Lublin
Después de la tercera partición de Polonia (1795), la parte oriental de la diócesis pasó a formar parte del Imperio ruso y en 1798 se incorporó a la diócesis de Lutsk. La sede episcopal y la catedral de Krasnystaw estaban ubicadas en el extremo este de la diócesis. El 13 de junio de 1805, la mitad occidental del territorio diocesano, en la margen izquierda del río Vístula, fue cedida para la erección de la diócesis de Kielce (donde se trasladó el capítulo de los canónigos de Tarnów) mediante la bula Indefessum personarum del papa Pío VII. El 22 de septiembre de 1805, en virtud de la bula Quemadmodum Romanorum Pontificum del papa Pío VII, la sede episcopal se trasladó a Lublin y la diócesis cambió su nombre por el de "diócesis de Lublin", convirtiéndose en sufragánea de la arquidiócesis de Varsovia.
El 30 de junio de 1818 mediante la bula Ex imposita nobis del papa Pío VII, cedió una porción de su territorio para la erección de la diócesis de Janów o Podlachia. Al mismo tiempo, la diócesis fue declarada sufragánea de la arquidiócesis de Varsovia y sus fronteras se hicieron coincidir con las del voivodato de Lublin, uno de los ocho voivodatos en que se dividió el Reino del Congreso.
En 1882 los obispos de Lublin se convirtieron en administradores apostólicos de la diócesis de Podlaquia, hasta 1918.
La bula Vixdum Poloniae unitas del papa Pío XI del 28 de octubre de 1925, con la que se reorganizaron las diócesis de Polonia, llevó ligeros cambios a la sede de Lublin, que perdió una parroquia en beneficio de la diócesis de Janów o Podlachia, y de la que recibió cinco parroquias.
En 1926 la diócesis contaba con 21 decanatos y 211 parroquias, con 343 sacerdotes diocesanos y 23 religiosos, y una población católica de poco menos de un millón de fieles.
El 25 de marzo de 1992, como parte de la reorganización de las diócesis polacas solicitada por el papa Juan Pablo II mediante la bula Totus Tuus Poloniae populus, la diócesis sufrió algunos cambios territoriales: una parte del territorio fue cedida para la erección de la diócesis de Zamość-Lubaczów, mientras que otras partes del territorio han sido intercambiadas con la diócesis de Sandomierz. Al mismo tiempo, Lublin fue elevada al rango de arquidiócesis metropolitana, con las actuales diócesis sufragáneas.

## Estadísticas
Según el Anuario Pontificio 2024 la arquidiócesis tenía a fines de 2023 un total de 1 021 060 fieles bautizados.
| Año                                                                             | Población            | Población | Población      | Sacerdotes | Sacerdotes    | Sacerdotes    | Bautizados por sacerdote | Diáconos permanentes | Religiosos | Religiosos | Parroquias |
| Año                                                                             | Bautizados católicos | Total     | % de católicos | Total      | Clero secular | Clero regular | Bautizados por sacerdote | Diáconos permanentes | Varones    | Mujeres    | Parroquias |
| ------------------------------------------------------------------------------- | -------------------- | --------- | -------------- | ---------- | ------------- | ------------- | ------------------------ | -------------------- | ---------- | ---------- | ---------- |
| 1949                                                                            | 1 115 000            | 1 126 000 | 99.0           | 471        | 415           | 56            | 2367                     |                      | 84         | 628        | 251        |
| 1970                                                                            | 1 411 500            | 1 615 000 | 87.4           | 768        | 645           | 123           | 1837                     |                      | 165        | 1028       | 253        |
| 1980                                                                            | 1 492 520            | 1 739 360 | 85.8           | 873        | 721           | 152           | 1709                     |                      | 220        | 923        | 274        |
| 1990                                                                            | 1 554 010            | 1 793 678 | 86.6           | 1098       | 918           | 180           | 1415                     |                      | 359        | 1100       | 403        |
| 1999                                                                            | 1 028 977            | 1 064 557 | 96.7           | 1228       | 987           | 241           | 837                      |                      | 415        | 742        | 252        |
| 2000                                                                            | 1 032 007            | 1 049 797 | 98.3           | 1272       | 1021          | 251           | 811                      |                      | 422        | 809        | 253        |
| 2001                                                                            | 1 049 435            | 1 070 017 | 98.1           | 1146       | 936           | 210           | 915                      |                      | 398        | 752        | 252        |
| 2002                                                                            | 1 039 400            | 1 066 467 | 97.5           | 1266       | 1061          | 205           | 821                      |                      | 405        | 677        | 254        |
| 2003                                                                            | 1 093 215            | 1 124 414 | 97.2           | 1267       | 1060          | 207           | 862                      |                      | 405        | 684        | 254        |
| 2004                                                                            | 1 070 000            | 1 097 570 | 97.5           | 1370       | 1148          | 222           | 781                      |                      | 402        | 723        | 256        |
| 2013                                                                            | 1 024 394            | 1 132 984 | 90.4           | 1569       | 1335          | 234           | 652                      |                      | 293        | 614        | 269        |
| 2016                                                                            | 1 054 371            | 1 092 361 | 96.5           | 1043       | 828           | 215           | 1010                     |                      | 277        | 576        | 271        |
| 2019                                                                            | 1 027 421            | 1 079 144 | 95.2           | 1023       | 832           | 191           | 1004                     |                      | 251        | 534        | 271        |
| 2021                                                                            | 1 049 858            | 1 103 486 | 95.1           | 986        | 804           | 182           | 1064                     |                      | 232        | 485        | 271        |
| 2023                                                                            | 1 021 060            | 1 074 859 | 95.0           | 969        | 797           | 180           | 1415                     |                      | 218        | 485        | 271        |
| Fuente: Catholic-Hierarchy, que a su vez toma los datos del Anuario Pontificio. |                      |           |                |            |               |               |                          |                      |            |            |            |

## Episcopologio
- Wojciech Skarszewski † (23 de septiembre de 1805-12 de julio de 1824 nombrado arzobispo de Varsovia)
- Józef Marceli Dzięcielski † (19 de diciembre de 1825-14 de febrero de 1839 falleció)
  - Sede vacante (1839-1852)
- Wincenty a Paulo Pieńkowski † (27 de septiembre de 1852-21 de noviembre de 1863 falleció)
  - Sede vacante (1863-1871)
- Walenty Baranowski † (22 de diciembre de 1871-12 de agosto de 1879 falleció)
- Kazimierz Józef Wnorowski † (15 de marzo de 1883-20 de abril de 1885 falleció)
  - Sede vacante (1885-1889)
- Franciszek Jaczewski † (30 de diciembre de 1889-23 de julio de 1914 falleció)
  - Sede vacante (1914-1918)
- Marian Leon Fulman † (24 de septiembre de 1918-18 de diciembre de 1945 falleció)
- Beato Stefan Wyszyński † (25 de marzo de 1946-12 de noviembre de 1948 nombrado arzobispo de Gniezno y de Varsovia)
- Piotr Kałwa † (30 de mayo de 1949-17 de julio de 1974 falleció)
- Bolesław Pylak † (27 de junio de 1975-14 de junio de 1997 retirado)
- Józef Mirosław Życiński † (14 de junio de 1997-10 de febrero de 2011 falleció)
- Stanisław Budzik, desde el 26 de septiembre de 2011